# 송하영
송하영(1997년 9월 29일~)은 대한민국의 가수로, 걸 그룹 fromis_9의 멤버이다.

## 주요 이력
광주광역시에서 태어나 선창초등학교, 신가중학교를 다녔다. 서울특별시의 한림연예예술고등학교에 진학하여 실용무용과 힙합댄스, 기타 등을 배우며 가수의 꿈을 키웠다.
플라잉 요가 3급 자격증을 가지고 있다.
2017년 7월 13일부터 엠넷에서 방송된 서바이벌 프로그램 《아이돌학교》에 출전하였고, 9월 29일 최종 2위를 기록하여 fromis 9의 멤버로 확정되었다. 프리 데뷔(PRE-DEBUT) 활동을 거친 후, 2018년 1월 24일 fromis 9이 공식 데뷔하면서 가수로 데뷔하였다. 그룹에서 리드보컬과 메인댄서를 맡고 있다.

## 학력
- 선창초등학교 (졸업)
- 신가중학교 (졸업)
- 한림연예예술고등학교 실용무용과 (졸업)

## 음반 활동

### 참여 앨범
- 2018년 KBS2 주말드라마 《하나뿐인 내편 OST Part 6》 - 〈Fall in Love〉

## 출연작

### 예능
| 연도 | 방송사  | 제목                                    | 역할            | 비고                               |
| ---- | ------- | --------------------------------------- | --------------- | ---------------------------------- |
| 2017 | 엠넷    | 《아이돌학교》                          | 참가자          | 준우승                             |
| 2019 | MBC     | 《마이 리틀 텔레비전 V2》               | 보조 MC(셋째딸) | 6월 28일                           |
| 2019 | MBC     | 《2019 추석특집 아이돌스타 선수권대회》 | 참가자          | 9월 13일 - 씨름 단체전 준결승 진출 |
| 2022 | 채널S   | 《김구라의 라떼9》                      | 게스트          | 6월 8일 (8회)                      |
| 2022 | SBS F!L | 《아이돌 사생대회》                     | 게스트          | 10월 4일 (3회)                     |